# Брикетування відходів збагачення вугілля
Брикетування відходів збагачення вугілля — один зі способів утилізації відходів збагачення вугілля.
Варіант технології, розроблений в Донецькому національному технічному університеті включає такі технологічні операції:
- згущення гідросуміші тонких фракцій флотовідходів,
- змішування їх з відходами гравітації менше 10 мм,
- брикетування одержаної суміші.

Експериментальним шляхом показано, що раціональні межі тиску пресування становлять 20—40 МПа, тривалості брикетування — 10—20 сек., вмісту у флотовідходах фракцій 0,1—0 мм — 90—70 % від маси твердого, а їх зольності — 60-80 %. При цих параметрах вологість брикетів становила 5,6—8,0 %, міцність брикетів — 17—23 кг/брикет.